# Pere Girart
Pere Girart (o Guirart o Guitart) (Reus, 1546 - primer terç del segle XVII) va ser un escultor i daurador català.
Va ser un conegut escultor de retaules que treballà a Catalunya la segona meitat del segle xvi. És molt escassa la documentació sobre aquest escultor. L'historiador reusenc Andreu de Bofarull diu que el seu treball com a artista era molt valorat pels entesos i que va tenir alguns deixebles molt aprofitats que van treballar a Barcelona. L'any 1543, un cop la nova prioral de sant Pere de Reus va ser oberta al culte, el Consell de la Vila va iniciar el passos per cobrir l'altar major amb un nou retaule que estigués a l'altura de la nova església. L'antic, dissenyat i construït per Pere Ostris, era massa petit per l'envergadura interior que tenia l'edifici. Però no va ser fins al 1576 que es començà el retaule que finalment va presidir el presbiteri de la nova església i que serà considerat una de les obres més emblemàtiques de la imatgeria religiosa dels segles xvi i xvii realitzades a Catalunya. En el seu procés constructiu, llarg i accidentat, que es desenvolupà entre 1576 i 1634, hi van participar alguns dels artistes més importants que en aquell moment treballaven al Principat. El conjunt va ser organitzat en dues parts. La primera s'inicià el 1576, quan Pietro Paolo de Montalbergo i Isaac Hermes dissenyaren un retaule de dos cossos que es recolzaven sobre un basament de pedra i el bancal, coronats per un àtic i dividit verticalment per set carrers. Sota la seva direcció, Pere Girart va dibuixar-ne la traça i va realitzar la talla de l'estructura. Les escultures que s'hi van instal·lar foren realitzades per Gaspar Huguet que a la seva mort va ser substituït per Agustí Pujol (pare), mentre que les sis taules i dos medallons van ser pintats per Isaac Hermes. El 1579 es van col·locar les pintures a l'estructura del retaule. El 1593 el retaule encara estava inacabat, li mancava encara la difícil tasca de la dauradura i policromia de tota l'estructura de fusta i les escultures que s'hi allotjaven. El retaule va ser ampliat el 1623 per Agustí Pujol II.
Pere Girart va allargar la construcció del retaule fins al 1582, i també va construir per l'església de Sant Pere un sagrari de fusta el 1578. Segons Andreu de Bofarull, quan va entregar el traçat del retaule els Jurats es van queixar, ja que havia gastat 400 lliures més que el preu acordat. Van ser examinades per un expert de Barcelona i pel mestre Blanch de Tarragona i els van donar per bons "por la corrección del dibujo y demás requisitos bien entendidos del arte".
El retaule va presidir el presbiteri de la Prioral de sant Pere al llarg de tres-cents anys, fins que el 1936 va ser desmuntat per Pere Rius i Salvador Vilaseca per protegir-lo dels aldarulls que es van produir durant els primers mesos de la guerra civil. Però, paradoxalment, el retaule, conjuntament amb altres objectes i obres recuperats de la Prioral, van ser traslladats als magatzems que el Museu havia instal·lat a la casa Gay Borràs i van ser greument afectats pels bombardejos que l'aviació feixista va realitzar sobre la població civil reusenca a començaments de 1938. Tot i així, es va poder salvar una part de la imatgeria i la totalitat de les taules que en formaven part.